# Mikhaïl Meilakh
Mikhaïl Borissovitch Meilakh (en russe Михаи́л Бори́сович Ме́йлах, francisé en Michael Meylac ; né le 20 janvier 1945, ou en 1944 selon d'autres sources, à Tachkent en République socialiste soviétique d'Ouzbékistan (ou à Leningrad selon d'autres sources), est un spécialiste russe de littérature, un philologue, poète et traducteur, spécialiste de philologie romane et contemporaine de littérature russe. Docteur ès lettres, docteur en philosophie (PhD), il est l'un des auteurs de l'encyclopédie Les Mythes des peuples du monde.

## Biographie
Né à Tachkent, à la Libération, il est le fils du critique littéraire Boris Meilakh. Il est diplômé de la faculté de philologie de l'université de Léningrad.
Depuis le début des années 1990, il vit principalement à l'étranger, surtout en France. De 2002 à 2015, date de son départ en retraite, il est professeur au département des langues slaves à l'université de Strasbourg,. Il publie également des poèmes dans les revues Znamia, Continent et Literaturnoe obozrenie.

### Arrestation et goulag
En 1983, il est arrêté à partir d'accusations de distribution de littérature anti-soviétique et condamné à 7 ans de goulag. Il est libéré dans le cadre de la perestroïka en 1987. Le rapport du KGB fait mention de ses activités « antisoviétiques », estimant que les œuvres censurées par l'URSS trouvées dans son appartement, entre autres, d'Akhmatova, Nabokov et Mandelstam, constituent un crime. Au cours d'un procès aussi expéditif qu'idéologique, lui et le psychiatre chargé de son expertise, Andréï Vassiliev, écopent d'une peine de camp dans un goulag de Sibérie dès 1984.

### Livres
Préfacier d'éditions françaises
- Des hommes sont sortis de chez eux : anthologie de textes de l'Obériou / Igor Bakhterev, Daniil Harms, Nikolai Oleinikov... [e.a.] ; choix et traductions de Macha Zonina et Jean-Christophe Bailly ; introduction et notices de Michaël Meylac, [Paris], C. Bourgois éd., 1997.
- Un sapin chez les Ivanov et autres pièces / Alexandre Vvédenski ; traduit du russe par André Markowicz ; préface Michaël Meylac, Besançon, Les Solitaires intempestifs, 2005.
- Eugène Onéguine, roman en vers / Alexandre Pouchkine ; traduit du russe par André Markowicz ; préface de Michaël Meylac, [Arles], Actes Sud, 2005 et 2008.

Auteur
- Мейлах Михаил Борисович. Эвтерпа, ты? Художественные заметки. Беседы с артистами русской эмиграции. Том 1. Балет ID 4251015 Изд.: Новое литературное обозрение  (ISBN 978-5-86793-629-7); 2008.С.765
- Мейлах Михаил Борисович. Эвтерпа, ты? Художественные заметки. Беседы с русскими артистами в эмиграции и в метрополии. Том 2. Музыка. Опера. Театр и Десятая муза. Изобразительное искусство. ID 4251015 Изд.: Новое литературное обозрение  (ISBN 978-5-86793-846-8); 2011.С.960

Éditeur
- Поэзия и живопись: Сборник трудов памяти Н. И. Харджиева / Составление и общая редакция М. Б. Мейлаха и Д. В. Сарабьянова. — M.: Языки русской культуры, 2000. — 845 с. — (Язык. Семиотика. Культура). —  (ISBN 5-7859-0074-2).

### Articles
- Яхве / Мейлах М. Б. // Мифы народов мира : Энцикл. в 2 т. / гл. ред. С. А. Токарев. — 2-е изд. — M. : Советская энциклопедия, 1988. — Т. 2 : К—Я. — С. 687-688.
- Введенский Александр Иванович / М. Б. Мейлах // Большой Кавказ — Великий канал. — M. : Большая российская энциклопедия, 2006. — (Большая российская энциклопедия : [в 35 т.] / гл. ред. Ю. С. Осипов ; 2004—2017, т. 4). —  (ISBN 5-85270-333-8).